# Speer (Familienname)
Speer ist ein deutscher Familienname.

## Namensträger
- Albert Speer (1905–1981), deutscher Architekt, Reichsminister und Kriegsverbrecher
- Albert Speer (Architekt, 1934) (1934–2017), deutscher Stadtplaner und Architekt
- Albert Friedrich Speer (1863–1947), deutscher Architekt
- Andreas Speer (* 1957), deutscher Philosoph, Professor und Direktor des Thomas-Instituts
- Anton Speer (* 1958), deutscher Kommunalpolitiker (Freie Wähler)
- Ben Speer (1930–2017), US-amerikanischer Gospel-Sänger
- Christian Speer (* 1975), deutscher Historiker und Autor
- Christian P. Speer (* 1952), deutscher Mediziner
- Christina Speer (* 1987), US-amerikanische Volleyballspielerin
- Daniel Speer (1636–1707), deutscher Schriftsteller und Komponist
- Dieter Speer (* 1942), deutscher Biathlet
- Emory Speer (1848–1918), US-amerikanischer Politiker
- Ernst Speer (1889–1964), deutscher Psychiater
- Eugen Speer (1887–1936), deutscher Politiker (NSDAP), Bürgermeister von Radolfzell am Bodensee
- Eugene Speer (* 1943), US-amerikanischer Mathematiker und Hochschullehrer
- Florian Speer (1953–2012), deutscher Historiker und Archivar
- Fridtjof Speer (* 1923), deutsch-US-amerikanischer Physiker und Weltraumfahrtexperte
- Gerhard Speer (1927–1994), deutscher Hochschullehrer für Politische Ökonomie
- Gotthard Speer (1915–2005), deutscher Musikpädagoge, Musikwissenschaftler, Herausgeber schlesischen Liedguts und Hochschullehrer
- Helmut Speer (Archivar) (1906–1996), deutscher Archivar
- Helmut Speer (Bildhauer) (* 1943/1944), deutscher Bildhauer
- Helmuth Speer (1921–1992), deutscher Politiker (LDPD)
- Ilona Stumpe-Speer (* 1964), deutsche Schriftstellerin
- Julius Speer (1905–1984), deutscher Forstwissenschaftler und Wissenschaftsorganisator
- Karl Speer (* 1954), deutscher Lebensmittelchemiker
- Kim-Sarah Speer (* 1993), deutsche Politikerin (CDU)
- Klaus Speer (* 1944), deutscher Boxpromoter und ehemaliger Bandenchef
- Leonhard „Leo“ Speer (1941–2016), deutscher Traktoren- und Landmaschinentechniker, -sammler und Museumsgründer und -betreiber, siehe Lanz-Leo
- Marion Speer (* 1945), US-amerikanische Autorennfahrerin
- Martin Speer (Maler) (1702–1765), deutscher Maler
- Martin Speer (Aktivist) (* 1986), deutscher politischer Aktivist
- Mary Speer (1906–1966), US-amerikanische Mathematikerin und Hochschullehrerin
- Norbert Speer (vor 1967), deutscher Hörspielregisseur, Hörspielsprecher und Schauspieler
- Ortwin Speer (1938–1995), deutscher Schauspieler und Synchronsprecher
- Paul Meyer-Speer (1897–1983), deutscher Maler und Designer
- Peter Moore Speer (1862–1933), US-amerikanischer Politiker
- Rainer Speer (* 1959), deutscher Politiker (SPD), ehemaliger Landesminister in Brandenburg
- Robert Speer (Architekt) (1849–1893), deutscher Architekt
- Robert Milton Speer (1838–1890), US-amerikanischer Politiker
- Robert W. Speer (1855–1918), US-amerikanischer Politiker
- Rudi Speer (* 1930), deutscher Fußballtrainer
- Rudolph Speer (1849–1893), deutscher Architekt und Hochschullehrer
- Rut Speer (1936–2019), deutsche Journalistin
- Thomas J. Speer (1837–1872), US-amerikanischer Politiker
- Walther Meyer-Speer (1905–1979), deutscher Maler und Buchillustrator, siehe Walther Meyerspeer
- Wilhelm Franz Speer (1823–1898), deutscher Komponist, Organist und Chorleiter
- William Henry Speer (1863–1937), britischer Organist und Komponist
- Wolf Speer (* 1980), deutscher Computerspiel-Journalist, Redakteur und Moderator
- Wolfgang Speer (1926–2015), deutscher Maler und Grafiker, Künstlerischer Leiter des Grafik-Zentrums Pankow
- Yorck Felix Speer (* 1969), deutscher Sänger (Bass)